# 플라톤주의

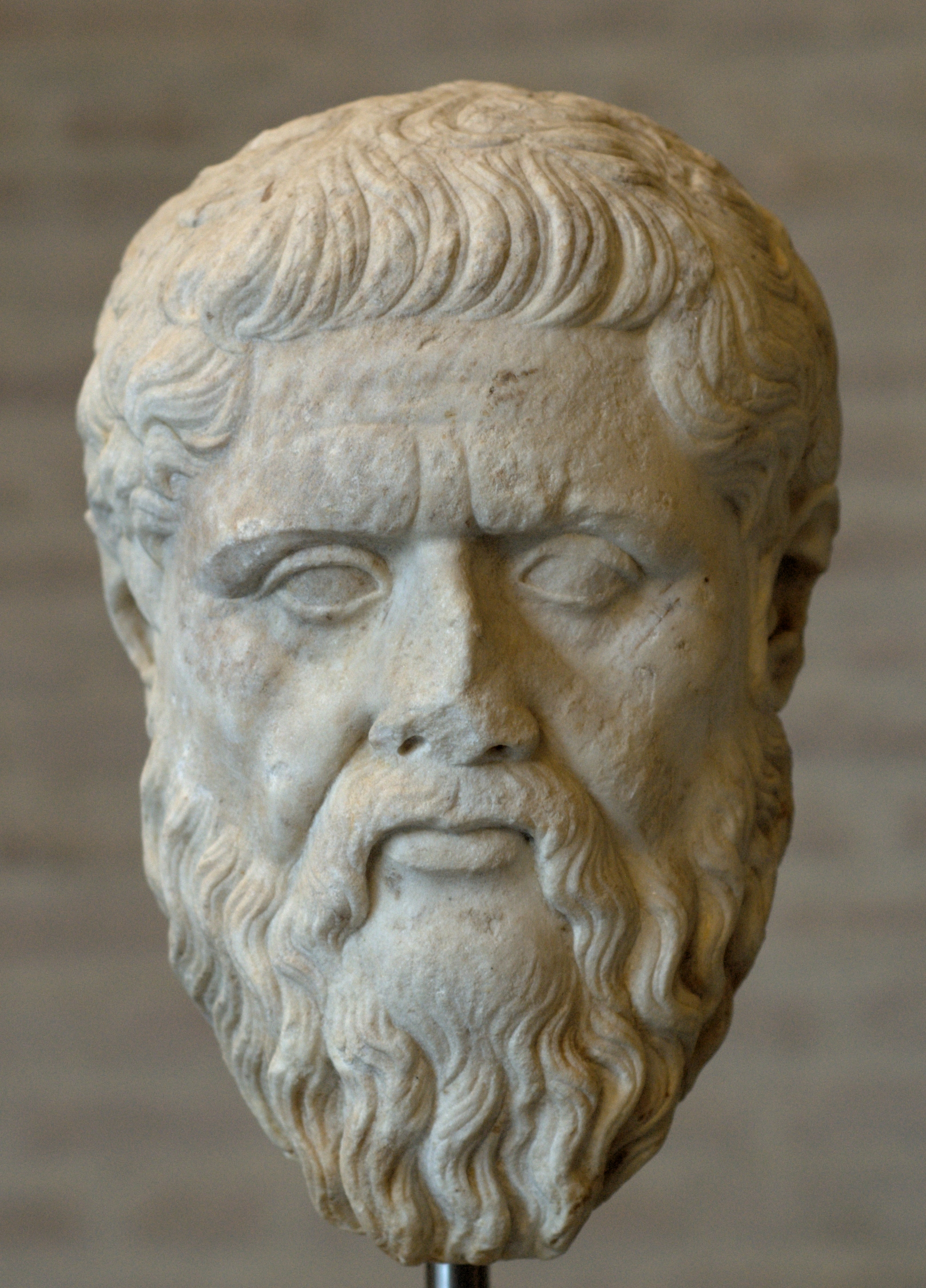
플라톤의 머리

플라톤주의(Platonism)는 다른 말로는 플라톤 철학(Platonic philosophy) 또는 플라톤 철학 전통이라고도 한다. 플라톤주의는 플라톤(428/427~348/347 BC)의 철학을 지칭하거나 또는 플라톤의 철학에서 특히 유래한 것으로 간주되는 다른 철학의 체계들을 지칭하는 말이다. 좁은 의미로는 플라톤주의는 플라톤의 실재론(Platonic realism)을 의미한다.
플라톤주의의 중심 컨셉트는 이데아론(Theory of Ideas)이다. 이데아론은 다른 말로는 원형 이론(原形理論, Theory of Forms) 또는 형상 이론(形相理論, Theory of Forms)이라고도 한다. 플라톤주의의 이데아론에 따르면, 매일의 일상 세상의 사물들의 본래의 모습은 초월적이며 완전한 원형(原形, archetypes)이며, 물질 세상의 사물들은 그 원형들 즉 형상들(forms) 또는 이데아들(ideas)의 불완전한 복사체(複寫體)이다. 그리고 가장 완전한 형태의 원형 또는 이데아는 선의 이데아(Form of the Good: 선한 존재라는 지고한 이데아)인데, 이 선의 이데아는 모든 다른 원형들 즉 이데아들이 나오는 근원이 된다. 그리고, 플라톤주의자들은 이 선의 이데아를 이성(理性)에 의해 알 수 있다고 보았다.
플라톤(428/427~348/347 BC)은 고대 아테네에 기원전 387년 경에 철학 학교인 아카데미아를 열었는데, 플라톤주의에 대한 시기 구분은 이 시기를 기점으로 하지 않고 플라톤의 사망 년도인 기원전 347년을 기점으로 하여 크게 다음의 세 시기로 구분한다.
- 아카데미아 시대
  - 고(古)아카데미아 시대: c. 347~266 BC
  - 중기 아카데미아 시대: c. 266~160 BC
  - 신(新)아카데미아 시대: c. 160~84 BC
- 중기 플라톤주의: c. 130 BC~AD 2세기 후반
- 신플라톤주의: AD 3세기에 시작

플라톤의 사후로부터 기원전 266년까지의 기간을 고(古)아카데미아(c. 347~266 BC) 시대라고 한다. 기원전 3세기에 아카데미아의 6번째 교장이었던 아르케실라오스(Arcesilaus: c. 316~c. 241 BC)는 철학적 회의론을 채택하면서 중기 아카데미아(c. 266~160 BC)를 설립하였다. 아르케실라오스의 회의론적 학풍은 신(新)아카데미아(c. 160~84 BC) 시대를 거쳐 기원전 90년경의 안티오코스(Antiochus: c. 130~68 BC) 때까지 계속되었다.
안티오코스는 스토아 철학(BC 3세기~AD 2세기)의 요소들을 도입하고 철학적 회의론을 배격하면서 중기 플라톤주의(c. 130 BC~AD 2세기 후반) 시대를 열었다.
기원후 3세기에, 플로티노스(c. 204~270)는 신비주의적인 요소들을 추가하여 신플라톤주의를 확립하였다. 신플라톤주의에 따르면 지고한 존재는 만물의 근원인 존재인데 신플라톤주의자들은 이 지고한 존재를 '모나드(Monad)' 즉 '하나인 존재(the One: 하나)', 또는 '선한 존재(the Good: 선)'라 불렀다. 신플라톤주의자들은 영혼이 덕과 명상을 통해 자신을 상승시켜 '하나인 존재'와 자신을 합일시킬 수 있는 능력을 가지고 있다고 여겼다.
플라톤주의는 서양의 사상과 신앙 체계에 심대한 영향을 미쳤다. 많은 플라톤주의 컨셉트들이 정통파 기독교 교회와 나스틱파(Gnostics, 영지주의자)에 의해 채택되었는데, 이들은 플라톤주의의 중심 컨셉트인 원형들 즉 이데아들을 신의 생각들(God's thoughts: 하느님의 생각들)이라고 이해하였다. 한편, 신플라톤주의는 특히 기독교 신비주의에 큰 영향을 미쳤다.

## 같이 보기
- 본유주의